# Freyung (Viena)

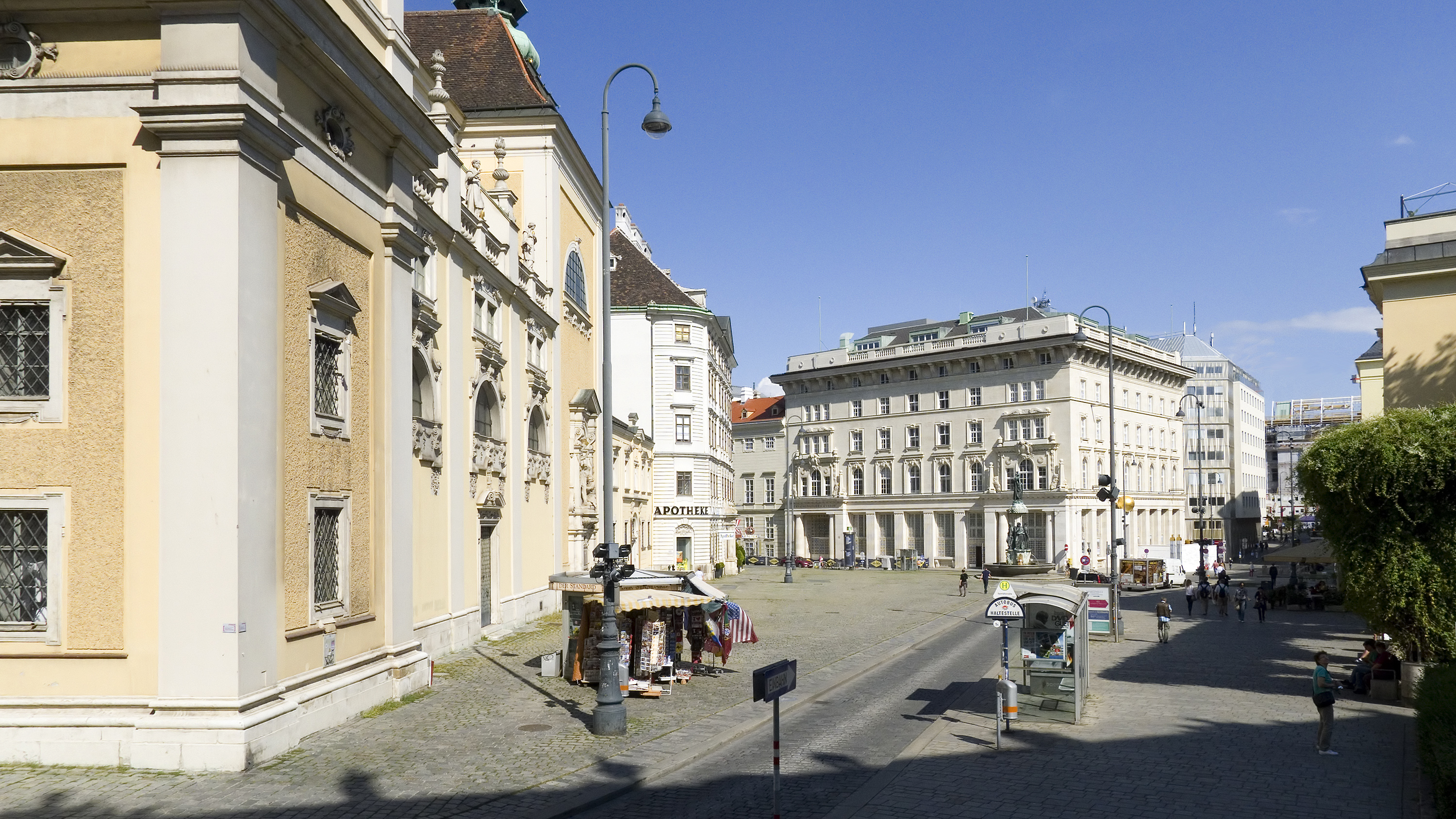
La Freyung

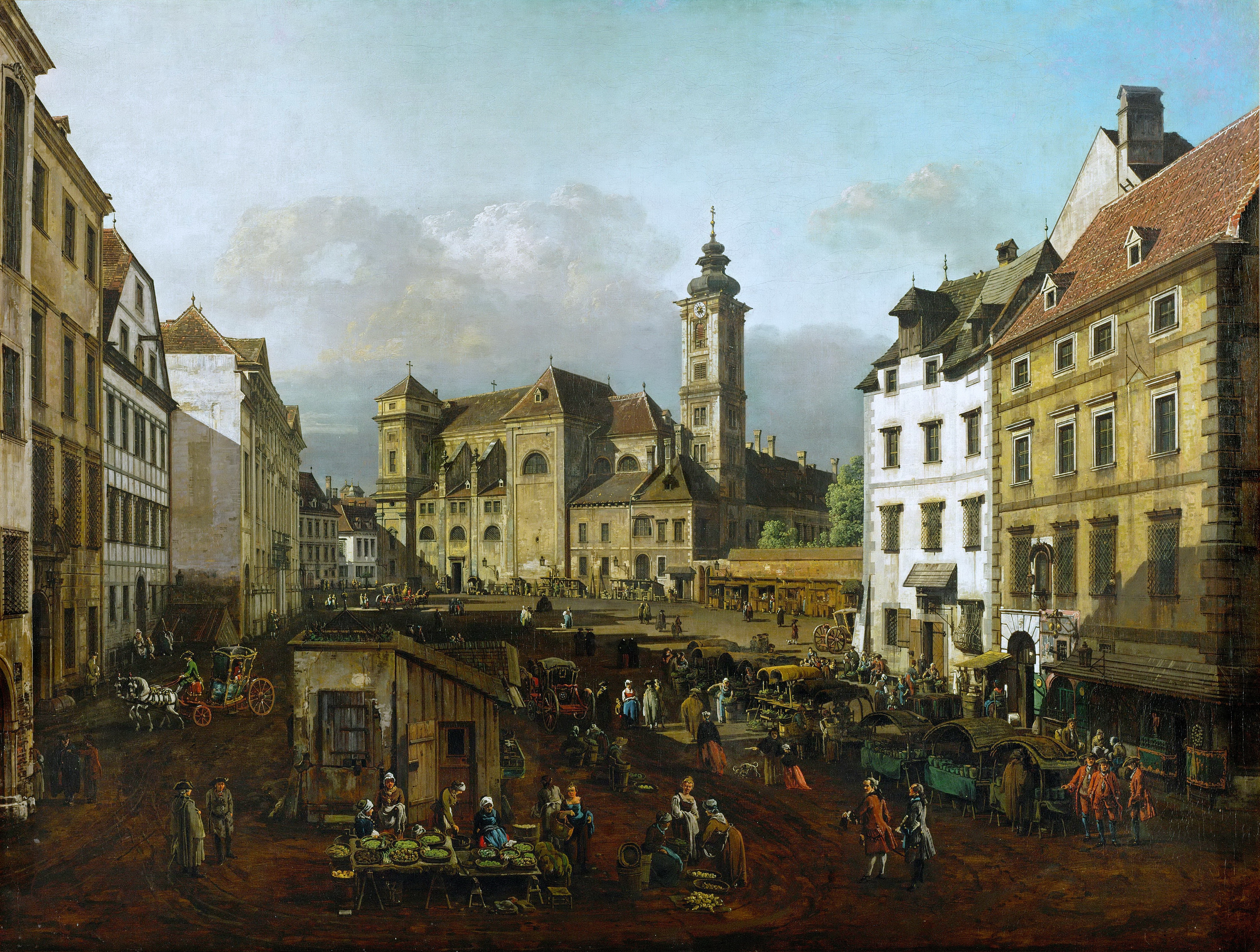
Bernardo Bellotto: La Freyung en Viena, Vista desde el sureste, 1759–1760, Museo de Historia del Arte de Viena, Kunsthistorisches Museum, Viena

La Freyung es una de las plazas más grandes y famosas del casco antiguo de Viena . Se encuentra entre la plaza Am Hof y el Schottenstift  en el primer distrito municipal de Viena, Innere Stadt.
El nombre de la plaza vino después. Originalmente se llamaba Gegend bei den Schotten (zona de los escoceses). Este nombre alude al monasterio construido en 1158 por monjes irlandeses (Iroschottische Mission, misión hiberno-escocesa) que fueron traídos a Viena bajo el mando del duque Heinrich Jasomirgott. El monasterio escocés concedía la exención de la jurisdicción municipal, de donde probablemente procede la palabra Freyung (exención, liberación). Otra explicación podría ser el significado original de la palabra Freyung: Friedhof ("Freithof", es decir, patio de la iglesia cerrado, que servía, entre otras cosas, para entierros pero también funcionaba como mercado y plaza del tribunal). Desde 1710, el nombre de Freyung se utiliza para toda la plaza.
El Schottenstift (Monasterio escocés), también denominado la Schottenkirche (Iglesia Escocesa), sigue dominando la plaza en la actualidad. En la Freyung también se encuentran varios palacios de la ciudad y, en el número 8, el edificio del antiguo Creditanstalt für Handel und Gewerbe, que ahora alberga el Bank Austria Kunstforum (Foro de Arte del Bank Austria) y, desde agosto de 2012, el Tribunal Constitucional. Cerca de la Renngasse, que se desprende de Freyung hacia el noreste, se encuentra la Austriabrunnen (fuente de Austria) diseñada por Ludwig Schwanthaler y construida en 1846. El Pan-Garten, un pequeño parque de 390 m² situado entre el Palais Harrach (número 3) y el Kinsky (número 4), fue bautizado en 2005 con el nombre de la organización que aglutina a todas las sociedades austriaco-extranjeras PaN (Partners of All Nations). Parte del pavimento medieval original se colocó en la acera moderna frente al Palacio Harrach tras las excavaciones realizadas durante la construcción de un aparcamiento subterráneo.
La Freyung es conocida por sus mercados, especialmente el mercado de Pascua y el mercadillo navideño Altwiener Christkindlmarkt .
Antiguamente, entre los actuales edificios Freyung 7 y 8, se encontraba el hotel con sala de conciertos Zum römischen Kaiser (Freyung nº 145, hoy Renngasse 1), donde Beethoven interpretó varias de sus obras, entre ellas su Trío para piano en si bemol mayor op. 97 en 1814.

## Palacio de la ciudad

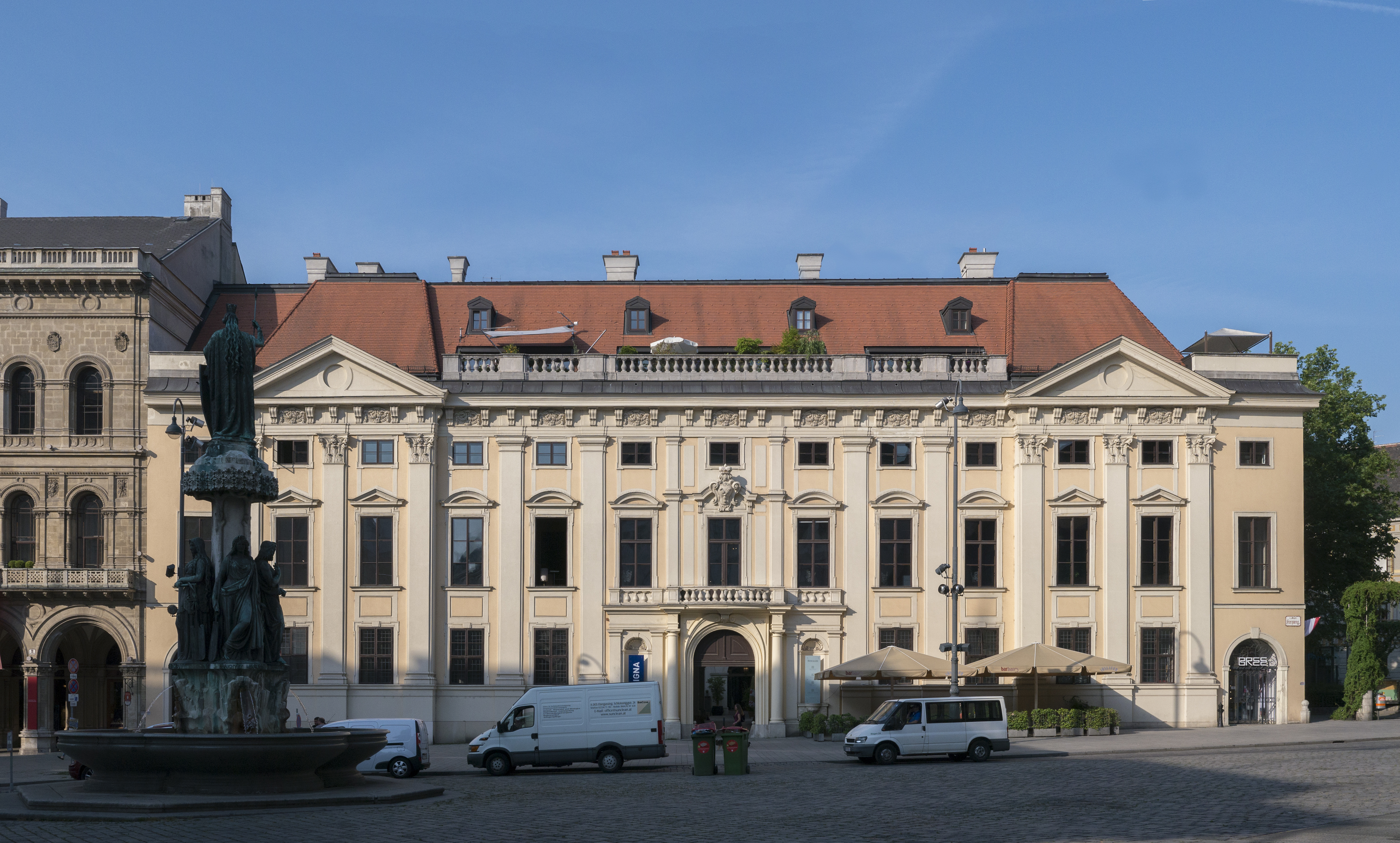
Palacio Harrach

(cada uno con año de construcción y dirección)
- Palacio Hardegg (1847, Freyung 1)
- Palais Ferstel (antiguo Oesterreichische Nationalbank, 1856-1860, Freyung 2, con entradas adicionales en Strauchgasse 4 y Herrengasse 14)
- Palacio Harrach (1690-1702, Freyung 3)
- Palacio Porcia (1546, Herrengasse 23)
- Palacio Kinsky (antiguo Palacio Daun, 1713-1716, Freyung 4)
- Palacio de Schönborn-Batthyány (1692-1693, Renngasse 4)
- Palacio Windisch-Graetz (1703, Renngasse 12)